# Bitka za Vozuću
Bitka za Vozuću vodila se u završnom razdoblju rata u Bosni i Hercegovini između Armije RBiH i Vojske Republike Srpske od srpnja do 10. rujna 1995. u selu Vozuća kod Zavidovića. Cilj Armije RBiH bio je protjerati srpsko stanovništvo i naseliti muslimanske izbjeglice iz Srebrenice i Žepe, ali i otvoriti prolaz za napad na Doboj; međutim, potpisivanjem Daytonskog sporazuma u prosincu 1995. okončan je rat te su pripreme za napad na Doboj obustavljene. Postrojba El Mudžahid, sastavljena od stranih i bosanskohercegovačkih islamista, bila je ključna za uzeće Vozuće. Nakon pada Vozuće počinjen je pokolj nad ranjenicima i zarobljenicima, a srpsko stanovništvo je protjerano.

## Bitka
Pripreme Armije RBiH da zauzme Vozuću u Zavidovićima i planinu Ozren koju je držala Vojska Republike Srpske počele su već u svibnju 1995. Prva operacija nazivala se Crveni lav, a njome su snage Armije BiH potjerale VRS i prekinule njihovu komunikaciju preko Ozrena, stvarajući tako pretpostavke za napad prema Vozući. U napadu prema Ozrenu 27. svibnja 1995. istakli su se pripadnici odreda El Mudžahid. Nakon samo sedam minuta borbe uspjeli su uzeti strateški važnu kotu Podcjelovo, potpuno razbijajući linije srpske obrane. Prethodno su dvije godine muslimanske snage uzalud pokušavale osvojiti Podcjelovo kojeg su Srbi nazivali "vratima srpske Moskve". Nakon pada Podcjelova, mudžahedini se brutalno obračunavaju sa srpskim ranjenicima i zarobljenicima sijekući im glave. Mudžahedini su načinili i snimku svojih nedjela. U napadu na Podcjelovo poginuo je i emir, jedan od vođa mudžahedina, Abdulah Libi.

Vi ste na Vozućoj slomili kičmu četničkog neprijatelja, vi ste pokazali put kojim ćemo nastaviti i dali ste urnek, model borbe kako se ta kičma može i dalje lomiti da bi se oslobodila Bosna i Hercegovina. Hvala vam, vojnici, za to u ime našeg naroda koji neće zaboraviti što ste učinili.

Odred "El Mudžahidin" imao je jednu od ključnih uloga. Njihovo ranije učešće u borbenim djelovanjima na ovom ratištu na najtvrđim objektima rezultiralo je uspjesima i likvidacijom desetina agresorskih vojnika uslijed čega je u redovima agresora posijana panika, strah i nesigurnost, a među civilima pokrenut proces iseljavanja.

U srpnju je pokrenuta i operacija muslimanskih snaga za napad na Vozuću. Nazvana je "Bitkom ponosa", a 10. rujna 1995. počela je završna faza te operacije pod nazivom "Uragan 95". Zapovjednik operacije Uragan 95 bio je Refik Lendo, zapovjednik operativne grupe "Bosna" na području Žepča i Zavidovića. U operaciji su sudjelovali i Crni labudovi koji su počinili pokolj nad Hrvatima u Grabovici 9. rujna 1993. te druge postrojbe Armije RBiH. Krajnji cilj same operacije bio je progon srpskog stanovništva i naseljavanje između 10 i 15 tisuća muslimanskih izbjeglica (mudžahira) iz Srebrenice i Žepe. Sam napad na Vozuću zapovjedio je predsjednik Republike BiH Alija Izetbegović koji je bio zainteresiran i u ishod napada. Pripadnici srpskih snaga na Ozrenu držali su kako ne mogu biti poraženi, međutim, iznenadnim napadom s leđa zavladao je kaos u srpskim redovima. Napad sleđa su pripadnici srpske Četvrte ozrenske brigade uočili kada je spaljeno selo iza njih. Za četiri minute mudžahedini su osvojili stratešku kotu Paljenik i srušili cijelu srpsku obranu, a Vozuća se našla u potpunom okpkoljenju. U napadu na srpske snage poginuo je i emir Abu Tabit al Masri. U izvješću Abu Maalija, jednog od emira, navodi se da je u napadu ubijen veći broj srpskih vojnika, dok je 60 njih zarobljeno. Umjesto da ih odvedu u zatvor u Zenicu ili Dom umirovljenika u Zavidovićima, mudžahedini su ih brutalno poklali u svom kampu snimajući svoje radnje. Zarobljenici su također mučeni i od njih je traženo da se međusobno ubijaju, a kasnije su oskvrnjena i tijela ubijenih.
Armija RBiH počela je napad na Vozuću 10. rujna 1995. Glavna i ključna udarna snaga napada bili su pripadnici odreda El Mudžahid. Nakon što je pala Vozuća, pripadnici odreda su počinili brutalan pokolj nad srpskim vojnicima i civilima. Ubijeno je pedesetak zarobljenih srpskih vojnika odsijecanjem glave sjekirama, sabljama i motornim pilama. Snimke pogubljenja slane su po islamskim zemljama s ciljem prikupljanja donacija. Nakon pada Vozuće nestale su 463 osobe. Posmrtni ostatci oko 240 Srba do danas nisu pronađeni. Likvidacije od strane pripadnika odreda El Mudžahid navele su srpsko stanovništvo na iseljavanje. Mudžahedini su pohvaljeni za veliki broj ubijenih srpskih vojnika u napadu i zarobljavanje znatne količine oružja. Poginuo je i velik broj mudžahedina, njih 129, od čega 105 stranaca i 24 bosanskohercegovačka muslimana. Napad mudžahedina na Vozuću predvodio je Muatez Bila, koji je nakon pada sela poginuo u akciji. Pad Vozuća otvorio je i mogućnost za muslimanski napad na Doboj, međutim, uskoro je potpisan Daytonski sporazum kojim se okončao rat u Bosni i Hercegovini.

## Istrage o zločinima
Povjerenstvo iz Republike Srpske uporno je tragalo za nestalima tijekom borbi za Vozuću. Krajem 1996., predstavnici Povjerenstva Milan Ivančević i Goran Krčmar otišli su u Zenicu na sastanak s generalom Sakibom Mahmuljinom, od kojeg su tražili oslobađanje preostalih ratnih zarobljenika iz KPD-a u Zenici. Mahmuljin je negirao postojanje zarobljenika, no priznao je da su mudžahedini u kampu u Gostoviću pogubili zarobljenike odsijecanjem glava.
IFOR je u kolovozu 1997. u zatvoru u Zenici ipak pronašao skrivene srpske časnike, Nenada Škrbića iz Banje Luke i Dušana Škrebića iz Teslića. Obojica su bila zarobljena u rujnu 1995. u Donjoj Bukovici na Ozrenu. Mahmuljin je imao namjeru mijenjati dvojicu časnika za tijela svoje braće koji su poginuli u borbama sa srpskim snagama u Kozarcu. Preostalih pet vojnika, za koje je Republika Srpska imala podatke da se nalaze u KPD-u Zenica, nisu pronađena. Nisu pronađena ni tijela vojnika ubijenih u kampu u Gostovcima, jer su njihovi posmrtni ostatci iz grobnice pokraj Kučice iskopani i razbacani. Pronađene su kosti, dijelovi lubanja i šaka. Za tri pronađena tijela utvrđeno je da su vojnici Prnjavorske brigade koji su nestali u svibnju 1995.
U ekshumaciji kod Stoga 1997. pronađeno je 21 tijelo, od toga 17 bez glave. Na susjednoj lokaciji od 17 tijela, 14 je bilo bez glave. Na koti Paljenik u ljeto 1997. pronađeno je još 12 tijela vojnika Srbačke brigade. Povjerenstvo Republike Srpske je kod Vozuće pronašlo 11 lokacija s izmještenim grobnicama. U njima je, prema podatcima Povjerenstva, još 137 tijela koja su otkopana i premještena kada je počela istraga. Nalazi Dokumentacijskog centra za ratne zločine u Banjoj Luci upućeni su u Hag. Haški istražitelji su dugotrajnom istragom potvrdili istinitost i originalnost prikupljenih dokaza. Njihov dosje jasno je utvrdio odgovornost odreda El Mudžahid za počinjene ratne zločine, ali se bavio i širim djelovanjem mudžahedina u sklopu Trećeg korpusa Armije RBiH.
U prosincu 2014., potpredsjednik Federacije BiH Mirsad Kebo predao je Tužiteljstvu BiH dokumentaciju koja se odnosi na sumnju da su neki bošnjački dužnosnici na visokim položajima prešutili brutalne likvidacije odsjecanjem glava srpskih vojnika koje su počinili mudžahedini. Islamistički časopis Saff optužio je Kebu da se "želi osvetiti Bošnjacima izmišljajući ratne zločine".